# Takekazu Asaka
 (mars 2018).
Pour les articles homonymes, voir Asaka (homonymie).
Takekazu Asaka, né à Tokyo en 1952, est un linguiste et professeur japonais de philologie romane à l'Université de Tsudajuku, Tokyo. Il traduit en japonais les œuvres des écrivains galiciens comme Rosalía de Castro, Ramón Cabanillas et Uxío Novoneyra, et a publié la première grammaire du galicien en japonais. Il se définit lui-même comme « ambassadeur de la culture galicienne au Japon.»
Il est également responsable de l'organisation, à Tokyo, et dans d'autres villes, des cycles de la musique et de poésie galicienne pour célébrer la Journée de lettres galiciennes. Depuis le mois de juin de l'année 2017, il est académicien correspondant de la Real Academia Galega (Académie royale galicienne), en reconnaissance de son travail.

## Parcours

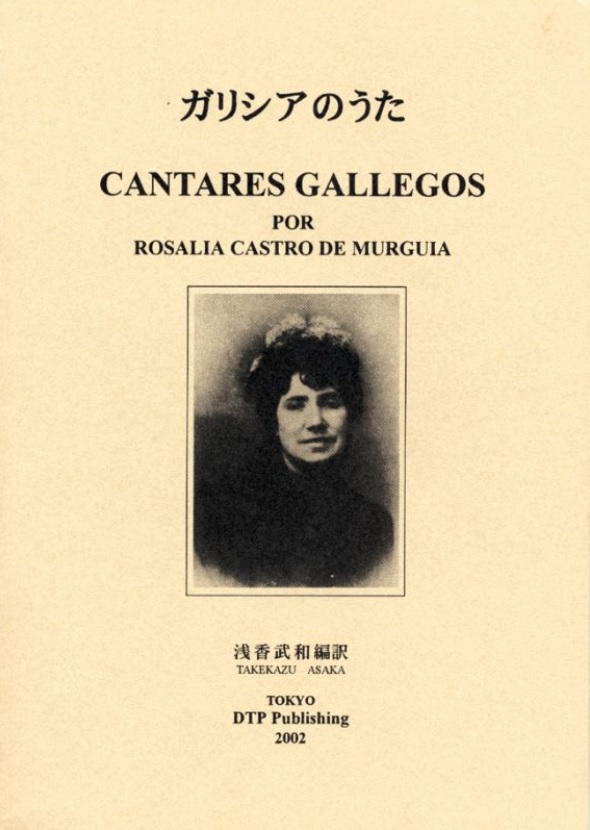
Cantares gallegos, Tokyo.

Il visite la Galice pour la première fois en 1989 alors qu'il participe au XIXe Congrès International de la Philologie et de Linguistique romane, et, depuis qu'il a découvert langue et la culture galicienne, il en est devenu son grand partisan. Il est professeur à Tokyo de grammaire espagnole et enseigne la langue galicienne et la culture galicienne.
En 2002, il traduit en japonais Cantares gallegos (Chant galiciens), publié par PAO Publication. En 2014, traduit en japonais Contos da miña terra (Contes de ma terre), avec une préface de Marie de Carmen Rios Panisse et un CD présentant les textes en version audio, édité par DTP Publishing.
En 2017, il a publié une édition bilingue de Os Eidos de Uxío Novoneyra.

## Œuvres
- Gramática do galego moderno (bilingue japonais-galicien). (1993) Tokyo: Daigakusyorin. (195 pages ;  (ISBN 4-475-01807-2)
- Guía de conversación en galego (1994)
- Vocabulario básico da lingua galega. (1996) Tokyo: Daigakusyorin.  (ISBN 4-475-01231-7). (Les 122 premières pages sont un index galicien-castillan-japonais. Les 158 pages suivantes sont les équivalences castillan-galicien et la fin du livre est consacrée au dictionnaire d'équivalences japonais-galicien. Le texte introductif de l'ouvrage indique qu'il renferme 2600 équivalences.)
- Cantares gallegos (traduit en japonais en 2002). DTP Publishing.
- Cantata a Ramón Cabanillas (2013)
- Contos da miña terra (traduit en japonais en 2014)
- Xograr Martín Codax (2015)
- Nova gramática do galego (2017)
- Os Eidos (édition bilingue galicio-japonaise en 2017)